# 漫才少爺
漫才少爺（まんざいぼんぼん）は、吉本興業に所属する日本のお笑いコンビ。2009年結成。旧コンビ名、からくりタンバリン。

## メンバー
みき ふるう（本名:三木 奮〈読み同じ〉1984年6月1日 - ）
ボケ担当、立ち位置は向かって右。
大阪府富田林市出身、PL学園高等学校・国士舘大学21世紀アジア学部卒業。大学時代に中国語を専攻し、ハルビンの大学に1年交換留学していた。
血液型O型。
ワタナベコメディスクール（WCS）4期出身。
太田 拓郎（おおた たくろう、1984年12月28日 - ）
ツッコミ担当、立ち位置は向かって左。
神奈川県横浜市磯子区出身。血液型A型。
NSC東京校10期出身。

## 概要
- 2008年12月24日に出会い、翌2009年結成。
- 2015年3月より「住みますアジア芸人」として台湾を拠点に活動している。台湾移住にあたって現在のコンビ名へと改名。

## 芸風
- 主に漫才。台湾移住後は中国語での漫才に取り組んでいる。